# فصة برميلية
الفصة البرميلية أو قُرْقَيش نوع نباتي يتبع جنس الفصة من الفصيلة البقولية. اسمه العلمي (باللاتينية: Medicago truncatula).

## الموئل والانتشار
موطنها بلاد الشام ومصر والمغرب العربي والقوقاز وتركيا وقبرص وكل مناطق حوض البحر الأبيض المتوسط.

## الوصف النباتي

### الساق والأوراق
الفصة البرميلية نبات حولي، موبر كثيراً بوبر منبطح، ساقه صاعدة أو مفترشة. الأوراق مركبة من ثلاث وريقات موبرة على الوجهين بوبر منبطح (على العلوي الوبر قليل ومتناثر). الوريقات مسننة في نصفها أو قسمها العلوي بأسنان منشارية أو بأسنان عريضة غائرة نوعاً ما لتصبح الحافة محززة قليلاً، وقد يتواجد عليها النوعين من الأسنان بشكل متناوب، أما شكلها فيتراوح من البيضوي أوالقلبي المعكوس حتى شبه المعيني أو المثلثي، وغالباً ما تكون ذات قمة مقصوصة. الأذينات مزغبة، محززة حتى ثلثها خاصة في النصف السفلي وقمتها بشكل سن طويل.

### الأزهار
الأزهار صفراء عددها من 1-2 زهرة وأحياناً 3 أزهار؛ محور النورة بطول المعلاق الورقي أو أقصر قليلاً وينتهي بسفا ؛ العلم بيضوي مقلوب ؛ الكأس الزهري مزغب بشدة ومسنن بأسنان تكون غالباً أطول من الأنبوب.

### القرون والثمار
القرون الناضجة جرداء (الخضراء موبرة نوعاً ما) مشوكة، اسطوانية أو مخروطية مقطوعة من الأعلى، ذات نسج صلبة. تتشكل القرون من 4 (3.5)- 6 لفات مضغوطة بشدة ومتداخلة، وحواف هذه اللفات تتألف من ثلاثة أجزاء الأوسط منها (خط الالتحام الظهري) بارز لمستوى أعلى من مستوى الحدين العلوي والسفلي للحافة مشكلاً معهما أخدودين على طول محيط الحافة لكنهما مع النضج يمتلئان بالنسج. على هذه الحواف يخرج بزاوية من القائمة حتى المنفرجة صفان من الأشواك المكتظة أو المتباعدة، الغير خطافية، ذات قاعدة سميكة مغموسة في نسج الحافة(مقطعها العرضي في القاعدة دائري أو متطاول) والتي إما أن تكون مخروطية طويلة أو قصيرة ؛ هذه الأشواك يمكن أن تنطبق على جسم القرن كلياً كما يمكن أن تتقوس باتجاهه. البذور كلوية أو بيضوية- إهليلجية، صفراء إلى صفراء- مسمرة.

## مرادفات للاسم العلمي
- (باللاتينية: Medicago tentaculata Willd., nom. illeg.)
- (باللاتينية: Medicago tribuloides Desr.)
- (باللاتينية:  Medicago uncinata Willd.)
- (باللاتينية: Medicago truncatula Gaertn. subsp. truncatula)
- (باللاتينية: Medicago truncatula subsp. longiaculeata (Urb.) Ponert)
- (باللاتينية: Medicago truncatula Gaertn. var. truncatula)